# Ding Chengxin
Ding Chengxin (xinès simplificat: 丁程鑫, pinyin: Dīng Chéngxīn, Anyue, Ziyang, Sichuan, 24 de febrer de 2002) és un cantant i actor xinès, membre del grup de música Shidai Shaonian Tuan, on és el ballarí principal. El 23 d'agost de 2021, es va convertir oficialment en membre del programa de televisió Kuaile Jiazu, de Hunan TV.